# 恐怖の頭脳改革
『恐怖の頭脳改革』（きょうふのずのうかいかく、Brain Salad Surgery）は、エマーソン・レイク・アンド・パーマー(ELP)が1973年に発表したアルバムである。

## 解説

### 経緯
本作はELPが1973年3月に設立したレコード・レーベル「マンティコア・レコード」から初めてリリースされたELPのアルバムである。1972年6月に発表された前作『トリロジー』に続く約1年半ぶりの新作として、1973年11月に発表された。
ELPは1970年6月にデビューして以来、約半年ごとにアルバムを発表してきた。本作の制作は、レコーディングの途中でツアーが開始されたり、キース・エマーソンが音楽的に行き詰ったり、といった事態に相次いで見舞われ、これまでのアルバムの制作よりも時間がかかってしまった。最終的には、1973年11月の全米ツアーに間に合う形でようやく発売にこぎつけた。

### 内容
本作はELPの全盛期の最後のスタジオ・アルバムであり、代表作として高く評価されてきた。
マンティコア・レコードと契約した元キング・クリムゾンのピート・シンフィールドが作詞で参加した。録音エンジニアは前作までのエディ・オフォードではなく、ジェフ・ヤングとクリス・キムジィになった。
「聖地エルサレム」は、1916年にイギリスの作曲家サー・チャールズ・ヒューバート・パリーが18世紀イギリスの詩人ウィリアム・ブレイクの預言詩『ミルトン』の序詩に曲をつけた聖歌「エルサレム」をアレンジした曲である。ELPは「展覧会の絵」などクラシックの器楽曲を多数アレンジして演奏してきたが、声楽曲をアレンジしたのはこの時が最初であった。歌詞は原曲のままである。
「トッカータ」はアルゼンチンの作曲家アルベルト・ヒナステラの「ピアノ協奏曲第1番第4楽章」をアレンジした曲である。
本作の全収録時間の約3分の2を組曲「悪の教典#9」が占めている。「第1印象 パート1」のクレジットが"Emerson-Vocals/Written By Lake"となっていたので、エマーソンがボーカルを担当したと一部で話題になったが、エマーソンによると、これは"Emerson-Vocals written By Lake"、つまり「エマーソンが作曲したがボーカル・ラインはレイクが書いた」の意味であり、グレッグ・レイクがボーカルを担当した。「第1印象」のライヴ演奏ではレイクがエレクトリック・ギターを弾き、エマーソンがオルガンを右手で弾きながら、一人二役でモーグ・シンセサイザーを左手で弾いてベース・ギター・パートを担当して、トリオでカルテット演奏を実現させた。
本作の原題"Brain Salad Surgery"は、ドクター・ジョンの1973年の楽曲「ライト・プレイス・ロング・タイム」の歌詞（"Just need a little brain salad surgery / Got to cure my insecurity"）から採られた。この言葉はフェラチオを意味するスラングである。本作の制作中に「Brain Salad Surgery」という楽曲が録音されて、フリーシングルとしてNMEの付録ソノシートで発表されたが、本作には収録されなかった。
アルバム・ジャケットの原画はスイス出身の画家H・R・ギーガーが制作した。原画には陰茎らしきものが描かれており、ギーガーがアルバム・タイトルのスラングの意味を意識していたことを窺わせる。また、円形のELPロゴが初めてジャケットに登場した。この原画二枚は、2005年11月5日、チェコのプラハで開催されたギーガーの個展に出展された際に盗難に遭い、以来行方不明である。ギーガーは2014年に他界したが、彼の公式サイトでは現在もなお、情報を募り、発見者に対して懸賞金を提示している。
「聖地エルサレム」はイギリスで本作発表と同時にシングルとして発売されたが、アメリカでは宗教の問題からシングルとして発表することは見送られた。
本作は、新装盤やリマスター盤が発売される頻度が高い。2000年には、Rhinoから、ELPのスタジオ作品としては初めて、DVDオーディオ盤が発売された。オリジナルのマルチ・テープから5.1chにリミックスされ、96kHz/24bitでサンプリング収録されている。音質も音場効果も非常に優れているが、音響システムに依存する傾向があり、よほど優れたオーディオ・サラウンド・システムで無い限り、バランスの良い再生音が得られない。2014年には、新しいステレオミックスと5.1サラウンドミックスを含むリイシューが発売された。

## 収録曲

### アナログA面
1. 聖地エルサレム - Jerusalem　 （作詞：ウィリアム・ブレイク、作曲：チャールズ・ヒューバート・パリー、編曲：ELP）
2. トッカータ - Toccata　（原曲：アルベルト・ヒナステラ、編曲：エマーソン、パーマー）
3. スティル...ユー・ターン・ミー・オン - Still...You Turn Me On　（レイク）
4. 用心棒ベニー - Benny The Bouncer　（エマーソン、レイク、ピート・シンフィールド）
5. 悪の教典#9 第1印象 パート1 - Karn Evil 9: 1st Impression-Part 1　（エマーソン、レイク）

### アナログB面
1. 悪の教典#9 第1印象 パート2 - Karn Evil 9: 1st Impression-Part 2　（エマーソン、レイク）
2. 悪の教典#9 第2印象 - Karn Evil 9: 2nd Impression　（エマーソン）
3. 悪の教典#9 第3印象 - Karn Evil 9: 3rd Impression　（エマーソン、レイク、ピート・シンフィールド）

### 1996年Rhino盤ボーナス・トラック
1. The Making Of Brain Salad Surgery

### 2001年DVD-A盤ボーナス・トラック
1. Lucky Man

### 2001年リマスター盤ボーナス・トラック
1. Brain Salad Surgery (single ver.)
2. When the Apple Blossoms Bloom in the Windmills of Your Mind I'll Be Your Valentine (Single)
3. Excerpts from Brain Salad Surgery (Flexi Disc)

### 2007年Shout盤ボーナス・トラック
1. Jerusalem(Alternate Mix)
2. Karn Evil 9 (Instrumental Mix)

### 2009年デラックス・エディション
2008年（日本盤は2009年）には、本作の2枚組「デラックス・エディション」が発売された。ディスク1にはオリジナルの楽曲全てが収録され、ディスク2には以下の楽曲が収録されている。
1. あなたのバレンタイン
2. 恐怖の頭脳改革
3. 悪の教典#9 第3印象（オリジナル・バッキング・トラック）
4. 聖地エルサレム（ファースト・ミックス）
5. スティル...ユー・ターン・ミー・オン（ファースト・ミックス）
6. トッカータ（オルタナティヴ・ヴァージョン）
7. 悪の教典#9 第1印象 パート1（アンリリースド・アンティル・35THアニヴァーサリー・ヴァージョン）
8. 悪の教典#9 第1印象 パート2（アンリリースド・アンティル・35THアニヴァーサリー・ヴァージョン）
9. 悪の教典#9 第2印象（アンリリースド・アンティル・35THアニヴァーサリー・ヴァージョン）
10. 悪の教典#9 第3印象 パート1（アンリリースド・アンティル・35THアニヴァーサリー・ヴァージョン）
11. 恐怖の頭脳改革（NME付録ソノシート収録1973）
12. 「恐怖の頭脳改革」抄録（NME付録ソノシート収録1973）

### 2010年日本盤ボーナス・トラック
1. 聖地エルサレム（ファースト・ミックス）
2. 悪の教典#9 第3印象（オリジナル・バッキング・トラック）
3. 「恐怖の頭脳改革」抄録（NME付録ソノシート収録1973）

### 2014年スーパー・デラックス・エディション・ボックス・セット（6枚組）
CD1: オリジナル・アルバム（リマスター）
CD2: オルタネイト・アルバム
1. 悪の教典#9 第3印象（オリジナル・バッキング・トラック）
2. 聖地エルサレム（ファースト・ミックス）
3. スティル...ユー・ターン・ミー・オン（ファースト・ミックス）
4. トッカータ（オルタネイト・ヴァージョン）
5. 悪の教典#9 第1印象 パート1（オルタネイト・ヴァージョン）
6. 悪の教典#9 第1印象 パート2（オルタネイト・ヴァージョン）
7. 悪の教典#9 第2印象（オルタネイト・ヴァージョン）
8. 悪の教典#9 第3印象（オルタネイト・ヴァージョン）
9. 「恐怖の頭脳改革」抄録（NME付録ソノシート収録1973）
10. あなたのバレンタイン（シングル）
11. 恐怖の頭脳改革（シングル）
12. 恐怖の頭脳改革（インストゥルメンタル）
13. 悪の教典#9 第3印象（ディファレント・ヴァージョン）

CD3: 新ステレオ・ヴァージョン・アルバム
DVD-A/DVD-V: 新24bit 96kHz ステレオおよび5.1chミックス、24bit 96kHz ハイ・レゾリューション・オリジナル・ステレオ・ミックス
DVD: マンティコア・スペシャル・ドキュメンタリー
本作の発表に伴った1973年のワールド・ツアーのハイライトをフィーチュアした長編のドキュメンタリー。ギャラリーとアートワーク。
LP: 180グラムの重量ビニル盤オリジナル・アルバム（リマスター）

## チャート
イギリスでは最高2位、アメリカでは最高11位であったが1974年のビルボード年間アルバムチャートでは17位を記録した。つまりアメリカでは長くチャートインしていたことになる。